# 萨利江·沙里波夫
萨利江·沙基罗维奇·沙里波夫（俄语：Салижан Шакирович Шарипов，1964年8月24日—）是乌孜别克裔俄罗斯已退役宇航员。

## 早年
1964年8月24日出生于苏联吉尔吉斯苏维埃社会主义共和国（现吉尔吉斯共和国）奥什州烏茲根。1987年毕业于哈尔科夫高等空军飞行员学校。毕业后担任飞行员教练，指导了8名学员。他的累计飞行时间超过950小时。他有驾驶米格-21戰鬥機和L-39信天翁教练机的丰富经验。1994年毕业于莫斯科国立大学，获得制图学学位。

## 宇航员生涯
1990年，他成为加加林宇航员培训中心的宇航员候选人，之后开始接受基础训练。1992年完成训练，获得测试宇航员资格。

### STS-89
1998年1月，他作为任务专家，与泰伦斯·威尔卡特和迈克尔·安德森等宇航员前往和平号空间站执行STS-89任务。这是奋进号航天飞机的第12次太空飞行，也是第5次和最后一次美国宇航员交换。任务共持续了8日19时47分。

### 远征10
协调世界时2004年10月14日3时6分，沙里波夫、尤里·沙尔金和焦立中乘坐联盟TMA-5宇宙飞船从拜科努尔航天发射场起飞，执行远征10任务。经过2天的绕地飞行，宇宙飞船于协调世界时10月16日4时16分与国际空间站成功对接。
莫斯科时间2004年12月26日2时58分（北京时间7时58分），俄“进步M－51”货运飞船与国际空间站成功自动对接，为面临食品短缺危险的沙里波夫和焦立中带去了食品、实验设备和圣诞礼物。
2005年2月，他和焦立中利用пк-3装置，进行了“等离子晶体”物理实验，实验结果能帮助研制发生核事故时除去大气中放射性有害杂质的“吸尘器”和航天器上的大功率小型核电源。
2005年4月25日，他和焦立中、意大利宇航员罗伯托·维托里搭乘联盟TMA-5载人飞船返航。北京时间25日2时44分，飞船与国际空间站脱离，3个小时后进入地球大气层。北京时间25日凌晨6时8分，飞船在哈萨克斯坦阿尔卡雷克以北90公里的预定地点成功软着陆。
统计
| # | 飞船代号  | 发射时间（UTC）      | 任务代号          | 着陆时间（UTC）       | 时长总计      | 舱外活动次数 | 舱外活动时长 |
| - | --------- | -------------------- | ----------------- | --------------------- | ------------- | ------------ | ------------ |
| 1 | STS-89    | 1998年1月23日2时48分 | STS-89            | 1998年1月31日22时35分 | 8日19时47分   | 0            | 0            |
| 2 | 联盟TMA-5 | 2004年10月14日3时6分 | 联盟TMA-5，远征10 | 2005年4月24日22时8分  | 192日19时2分  | 2            | 10时0分      |
|   |           |                      |                   |                       | 201日14时49分 | 2            | 10时0分      |

## 荣誉

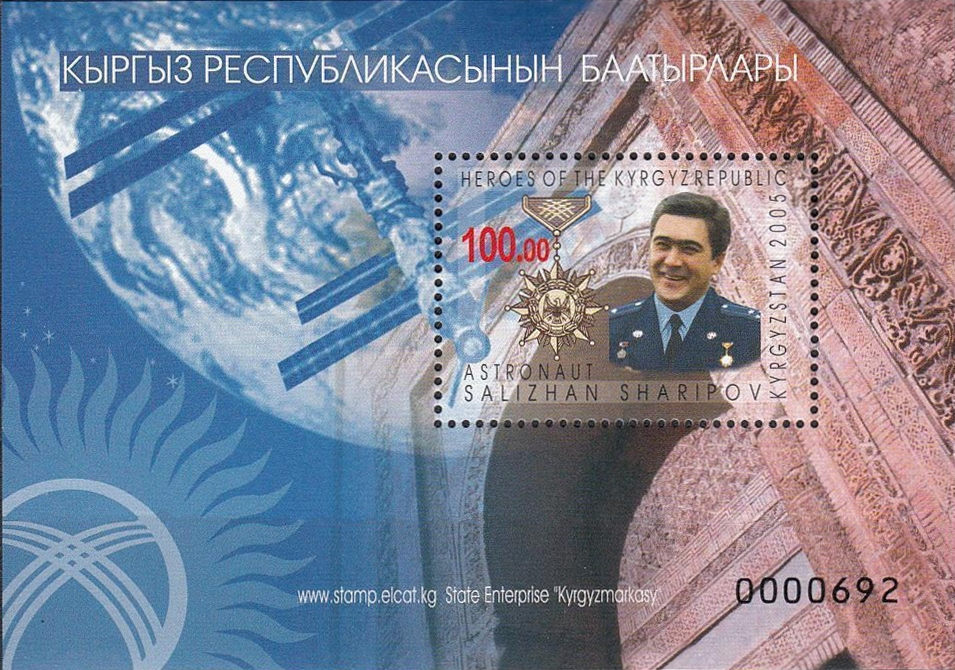
邮票

- “吉尔吉斯共和国英雄”荣誉称号（1998年）[8]
- “俄罗斯联邦宇航员”荣誉称号（1998年）[8]
- “俄罗斯联邦英雄”荣誉称号（2005年）[8]
- 美國宇航局太空飛行獎章（2005年）[8]
- 太空探索优异奖章（2011年）[9]
- 吉尔吉斯共和国沙里波夫邮票（2005年4月20日发行）[10]